# Milka Chepkorir
 (avril 2023).
Milka Chepkorir, née en 1990, est une anthropologue, une militante du climat et des droits de l'homme. Son activisme a été d'avantage connu lorsqu'elle est devenue représentante du peuple Sengwer qui vit autour d'Embobut et de la forêt de kopolet pour défendre leurs droits après avoir été expulsé de force par le Kenya forest service (KFS).

## Biographie

### Formation et Éducation
Les Chepkorir appartiennent au peuple Sengwer de la forêt de kapolet. Milka vit à kitale, au Kenya. Elle a obtenu un baccalauréat en anthropologie de l'Université de Maseno. Actuellement, elle étudie une maîtrise en études sur le genre et le développement à l'Université de Nairobi dans le cadre de la subvention de l'initiative JHW.

### Activisme
Son militantisme a commencé alors qu'elle était encore au lycée. Pensée, son activisme était encore plus connu alors qu'elle est devenue l'une de boursière du programme de bourses autochtones du bureau de droit de l'homme des nations unies en 2016. Grâce à cette bourse, elle a participé au 16e forum permanent des Nations Unies sur les questions autochtones à New-York et a signalé le manque de mis en œuvre de droits autochtones par l'ONU en représentant le Forest peoples programme, Naturel justice et 20 autres organisations. Elle partage également l'infraction de KFS où ils brûlent 90 maisons de Sengwer qui ont commencé lorsque l'Union européenne et la banque mondiale les ont financées.
Elle est revenue au 17e forum permanent des Nations Unies sur les questions autochtones en 2018 et a signalé les mauvais traitements infligés au service forestier kényan en expulsant de force, le peuple Sengwer de sa terre ancestrale. Les habitants de Sengwer ont été confrontés à un couple d'expulsions causées par le programme de protection des châteaux d'eau et d'atténuation et d'adaptation au changement climatique financé par l'union européenne. Cette expulsion forcée a été effectuée par le KFS et après la déclaration de Chepkorir :
"Ils ont pris un garçon de six ans et ont fait le tour des maisons en feu avec lui après la fuite de sa mère. Ils l'ont laissé seul dans la forêt la nuit".
À la suite de ce rapport l'UE a suspendu le projet.

### Carrière
Actuellement[Quand ?], elle travaille comme coordinatrice de community Land Action Now (CLAN), coordonnatrice pour la défense des territoires de vie et également conseillère pour le fonds Agroecologies.